# Chiesa di San Vigilio (Cavalese)
La chiesa di San Vigilio è una chiesa conventuale di Cavalese. Risale al XVII secolo.

## Storia
Nel 1602 la Magnifica Comunità di Fiemme  richiese la presenza di monaci francescani a Cavalese ma a questo si opposero sia i padri Riformati Veneti, da cui dipendevano allora i conventi trentini, sia i padri cappuccini di Egna timorosi di perdere le prerogative dell'elemosina in Fiemme..
Leopoldo I d'Asburgo nel 1683 ottenne dal papa la necessaria autorizzazione e quell'anno venne eretta una croce sul luogo dove avrebbe dovuto essere costruito il convento. Iniziarono subito i lavori e la chiesa venne consacrata nel 1698 con una funzione solenne officiata da Giovanni Michele Spaur, principe vescovo di Trento. Nel 1689 venne ultimato anche il convento, e i francescani arrivarono in città e ne presero possesso. Pochi anni dopo, durante l'occupazione napoleonica, il convento venne soppresso con l'ordine monacale che lo custodiva. Solo la chiesa venne mantenuta ed affidata al parroco e ad uno dei frati che era rimasto; grazie all'intervento del vescovo Emanuele Maria Thun le fu concesso di continuare a celebrare le funzioni religiose, anche considerando che la chiesa di San Sebastiano in quel periodo non era aperta.
Con la fine del periodo di dominazione francese convento e chiesa vennero affidati ai Padri Riformati di Cavalese e si procedette ad alcuni interventi di restauro sulle coperture degli edifici.
Altri e più importanti lavori vennero messi in cantiere alla fine del XIX secolo. Fu eretta la cantoria in controfacciata, fu rinnovato il pavimento della sala, si rinsaldarono gli agganci delle campane, si rinforzarono e ridipinsero le volte interne, si predispose lo spazio per l'organo, si aprì un nuovo portale e furono sostituite parte delle vetrate.
Durante tutto il XX secolo si realizzarono nuove migliorie e restauri; nel 1923 furono decorate le volte, nel 1940 fu tinteggiata la facciata, nel 1956 furono sostituite altre vetrate, nel 1960 fu installato un impianto per il riscaldamento e nel 1961 una tinteggiatura cancellò parzialmente le decorazioni del 1923.
Continuarono poi in varie riprese diversi lavori, sino all'inizio del XXI secolo, con interventi alle coperture, al pavimento della sala e della sacrestia, agli affreschi, alle vetrate, vennero apportate le modifiche all'altar maggiore per l'adeguamento liturgico e fu restaurata ancora la facciata.
Nell'ottobre del 2020 i padri francescani lasciano Cavalese dopo oltre tre secoli per il venir meno delle vocazioni. La chiesa ed il convento passano alla parrocchia di Cavalese che lascia libera la vecchia canonica per trasferirsi nel convento francescano e dismette dalle celebrazioni liturgiche la chiesa di San Sebastiano.

## Esterni

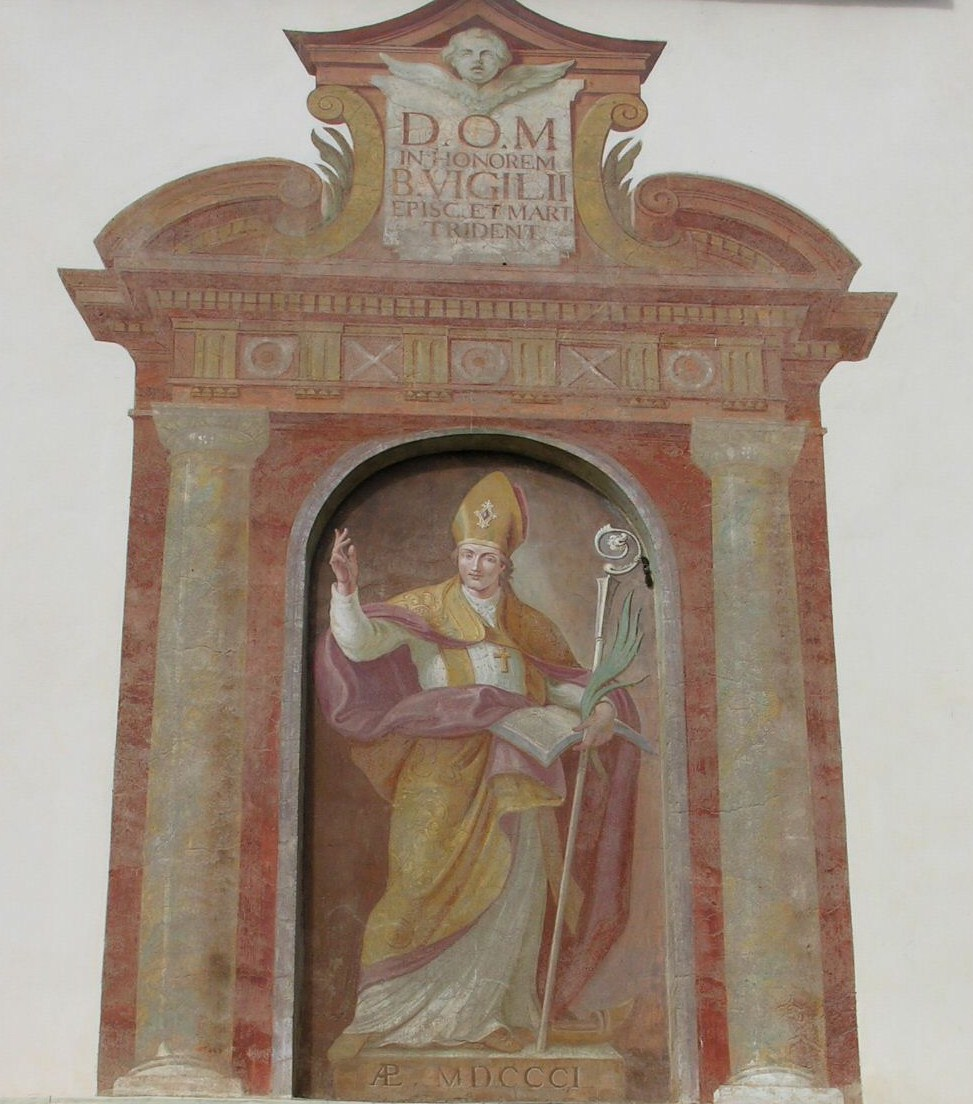
Affresco di San Vigilio sulla facciata della chiesa opera del Longo, 1801

La modesta facciata della chiesa a forma di capanna mostra ripidi spioventi e una croce di Lorena traforata nella muratura del timpano. Al centro è ingentilita da un affresco da Antonio Longo del 1801 con l'immagine di San Vigilio con il pastorale, la palma del martirio e lo zoccolo ai piedi. Ai lati del portale si aprono due nicchie dipinte da Domenico Bonora nel 1731 che raffigurano Gesù sulla croce e Gesù deposto dalla croce. Si tratta di due stazioni, la XII^ e la XIII^, del ciclo dell Via crucis che decorava in origine tutto il sagrato della chiesa e che venne demolita nel 1854 quando fu costruita la strada statale. I prospetti della chiesa sono piuttosto disadorni, rispondenti ai precetti francescani di semplicità e povertà. Sul corpo addossato alla chiesa c'è la grande croce di legno realizzata dai frati nel 1662. Accanto c'è l'ingresso al convento con sopra i simboli francescani dipinti da Delaldotti nel 1971. 
Il fianco destro presenta delle finestre con lunette ed è mosso dai bassi volumi della cappella laterale e di un piccolo passaggio di collegamento; il fianco sinistro, in fondo al quale s'imposta l'esile campanile con fornice a tutto sesto su ogni lato e cuspide piramidale in scandole, si affaccia direttamente sul chiostro, mentre il presbiterio, notevolmente allungato, reca sul perimetro convesso dell'abside una sola apertura con imbotte ad arco ribassato. Le coperture sono realizzate in scandole di larice.
Il piccolo campanile ospita due campane: la "granda" fusa nel 1956 con tono in DO e la "piccola" fusa nel 1861 con tono in RE con le seguenti scritte:" Hodie, si vocem  eius audieritis, venite, adoremus Dominum. A fulgore et tempestate libera nos Domine."

## Interni
La chiesa, con pianta rettangolare, ha una sola navata con soffitto a botte e un profondo presbiterio absidale che ospita lo straordinario apparato ligneo dell'altare maggiore con lo spazio retrostante riservato al coro. 
Ai lati del presbiterio ci sono due altari seicenteschi: sull'altare di destra un dipinto con la Madonna del Rosario con i Santi Domenico e Caterina da Siena di Quirino Demattio del 1890, mentre sull'altare di sinistra c'è la tela originale di Sant'Antonio da Padova con il Bambinodipinta da Giuseppe Alberti (notare il mazzo di fiori e lo stemma degli Asburgo sul tappeto). Questi due altari hanno nelle nicchie retrostanti due statue policrome, Madonna del Rosario con Bambino e San Giuseppe con Bambino che vengono fatte ruotare per essere mostrate al posto delle tele. 

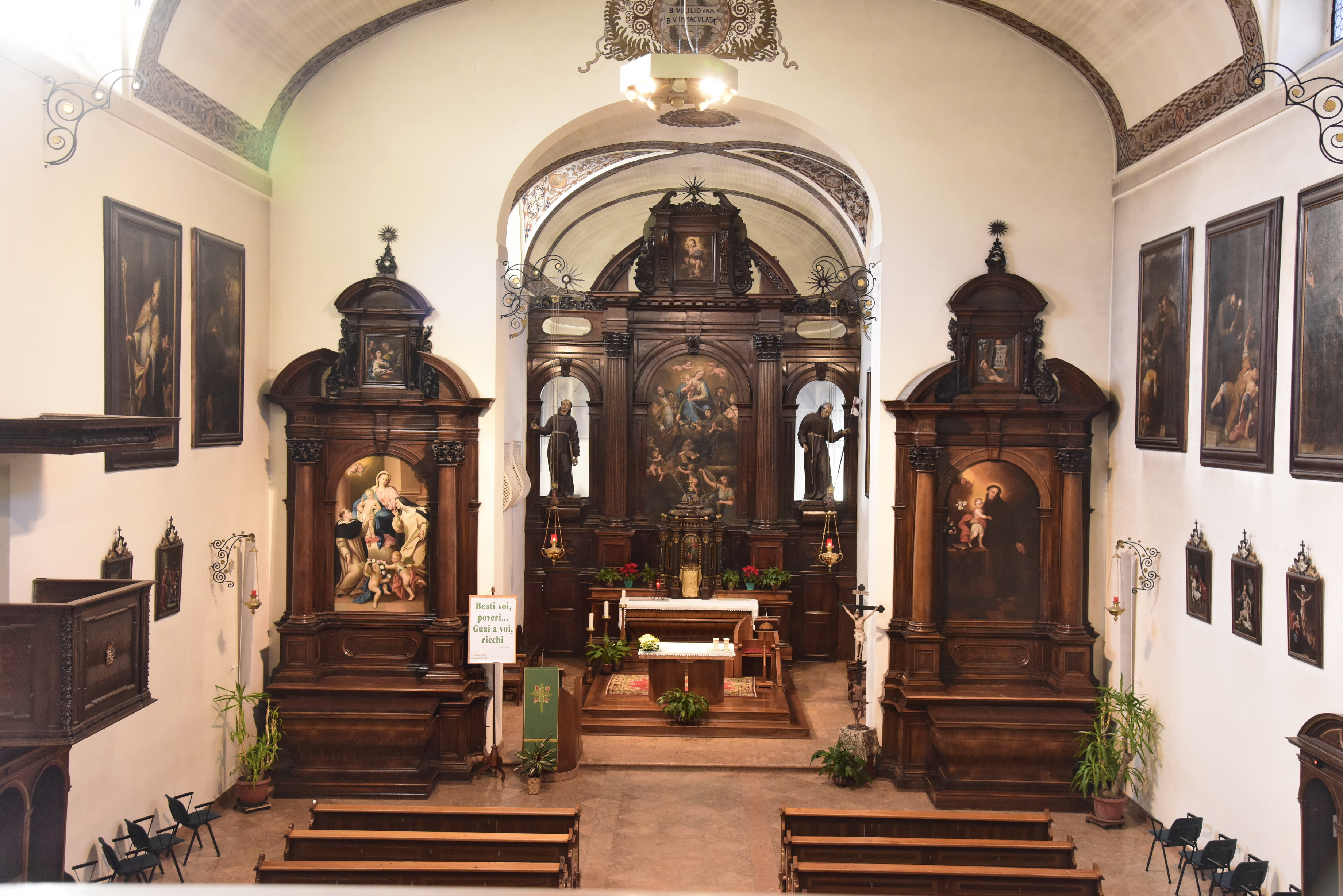
Interno della chiesa di San Vigilio

Sulle pareti dell'aula ci sono diciassette grandi tele, opere del pittore Giuseppe Alberti, che ritraggono dei santi francescani dipinte negli anni 1690-1693.. I quadri della Via crucis sono di don Antonio Longo, probabilmente un suo lavoro giovanile. Tutti gli arredi della chiesa sono realizzati, come di consueto nelle chiese francescane, in legno scuro ed improntati alla regola francescana della semplicità, come i confessionali ed il pulpito intarsiato con lo stemma Firmian. La cantoria fu realizzata nel 1878, mentre nel 1894 giunse dalla Slesia un pregevole organo realizzato dalla nota fabbrica Rieger.

### Altare maggiore e coro

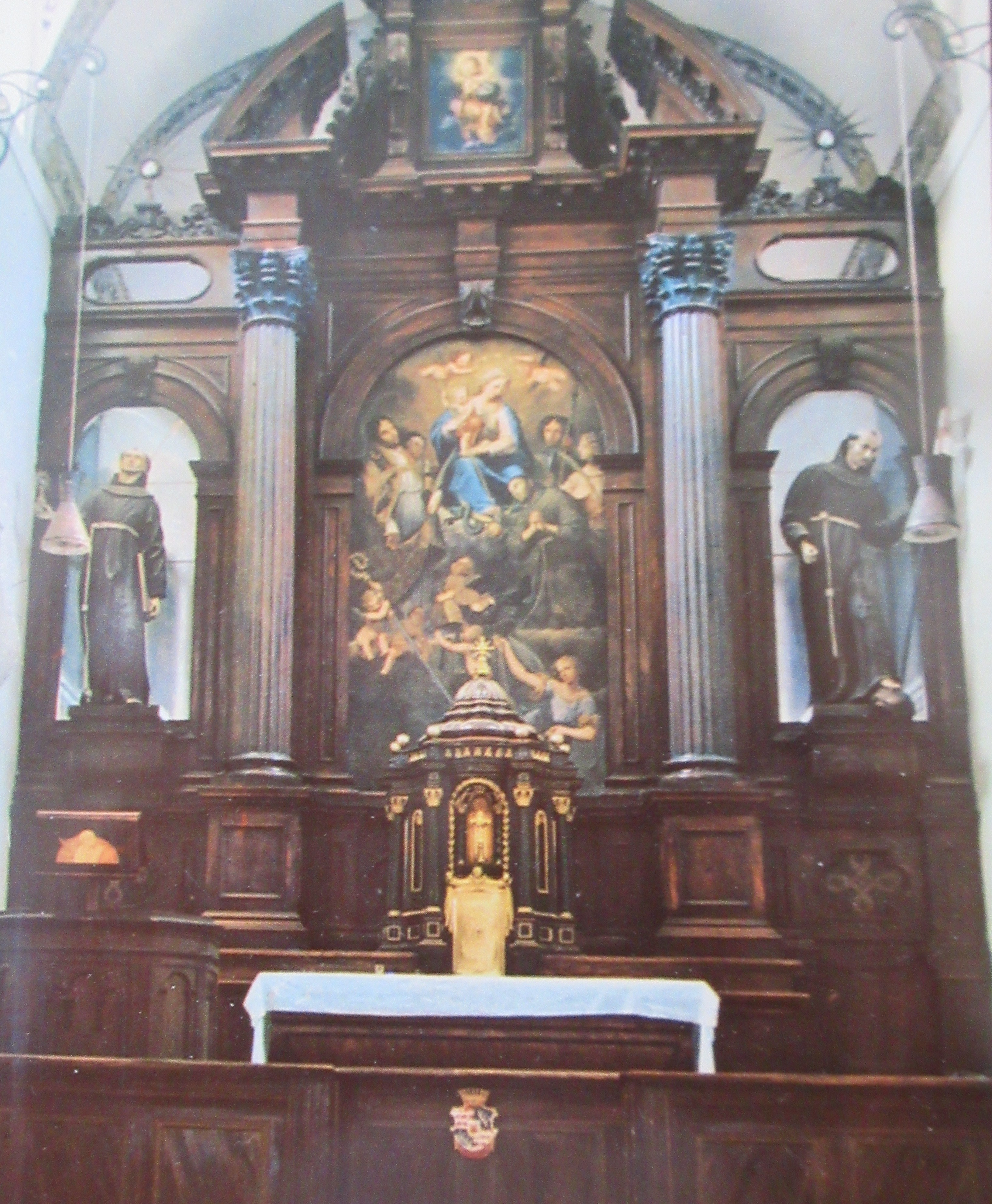
Il presbiterio prima dell'adeguamento liturgico

Tra il presbiterio e il coro c'è un maestoso apparato altaristico, un'opera che vide impegnati Giuseppe Alberti ed i suoi diretti continuatori Giovanni Francesco Furlanell e Antonio Zeni. Dell'Alberti sono i dipinti inquadrati sul fronte principale dell'altare: la tela centrale raffigurante Maria con Bambino, angeli, San Vigilio,  San Francesco, Santa Chiara, San Giorgio e Santa Agnese considerata uno dei capolavori dell'artista e quella più piccola nella cimasa con Gesù Bambino, come Salvator mundi che regge il globo terracqueo e la croce. 
Un tabernacolo di legno del 1773 dell'intagliatore Giuseppe Betta di Cavalese completa l'altare maggiore.
Ai lati le statue di San Bernardino da Siena a sinistra e di San Giovanni da Capistrano a destra.

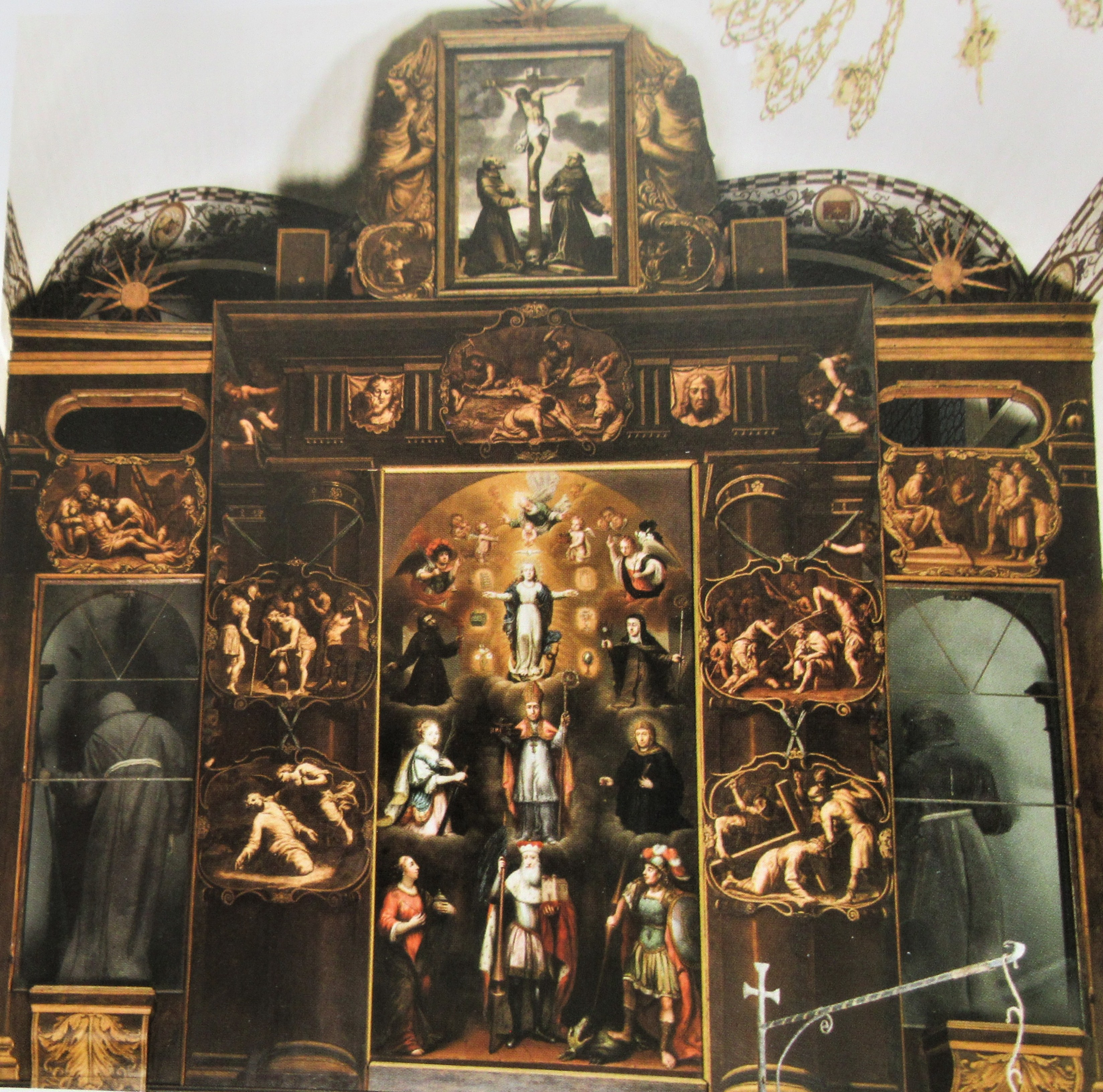
Retro dell'apparato liturgico

Sul retro della struttura il dipinto che raffigura Cristo sulla croce fiancheggiato di santi Francesco d'Assisi e Bernardino da Siena è stato dipinto da Antonio Zeni nel 1663, vent'anni prima della costruzione della chiesa e del convento e qui adattata. Il grande quadro del pittore Francesco Furlanell offre un assetto simmetrico di tre registri con  il Padreterno, l'Immacolata, gli arcangeli Michele e Gabriele, San Francesco d'Assisi, Santa Chiara,i Santi Vigilio e Massenzio, le sante Caterina da Siena e Maddalena, San Giorgio e San Leopoldo di Bamberga dichiarato patrono dell'Austria nel 1663 per volontà dell'imperatore Leopoldo I d'Asburgo, lo stesso anno in cui quest'ultimo era intervenuto presso la Santa Sede a causa dell'insediamento dei francescani a Cavalese. Le opere più interessanti del complesso artistico del retro dell'apparato e visibili soltanto dal coro, sono i medaglioni monocromi eseguiti da Giuseppe Alberti: il Serpente di bronzo e il Sacrifico di Isacco sulle cariatidi e nove episodi della Passione di Cristo sulla struttura sottostante: Gesù nell'orto, il bacio di Giuda, Gesù davanti a Caifa, la flagellazione, l'incoronazione di spine, la salita al Calvario, il sudario della Veronica, Cristo che viene inchiodato sulla croce, la deposizione,. 
Alle pareti del coro quattordici tavole di don Antonio Longo (i dodici apostoli, Cristo risorto e San Paolo) e la Madonna dell'aiuto di Cristoforo Unterperger
Il coro è arredato con trentadue stalli in legno scuro disposti a semicerchio attorno al leggio recanti sculture moderne di Giacomuzzi. E' conservata anche la pendola detta il quartino perché batteva i quarti d'ora scandendo la recita degli uffici divini dei frati.

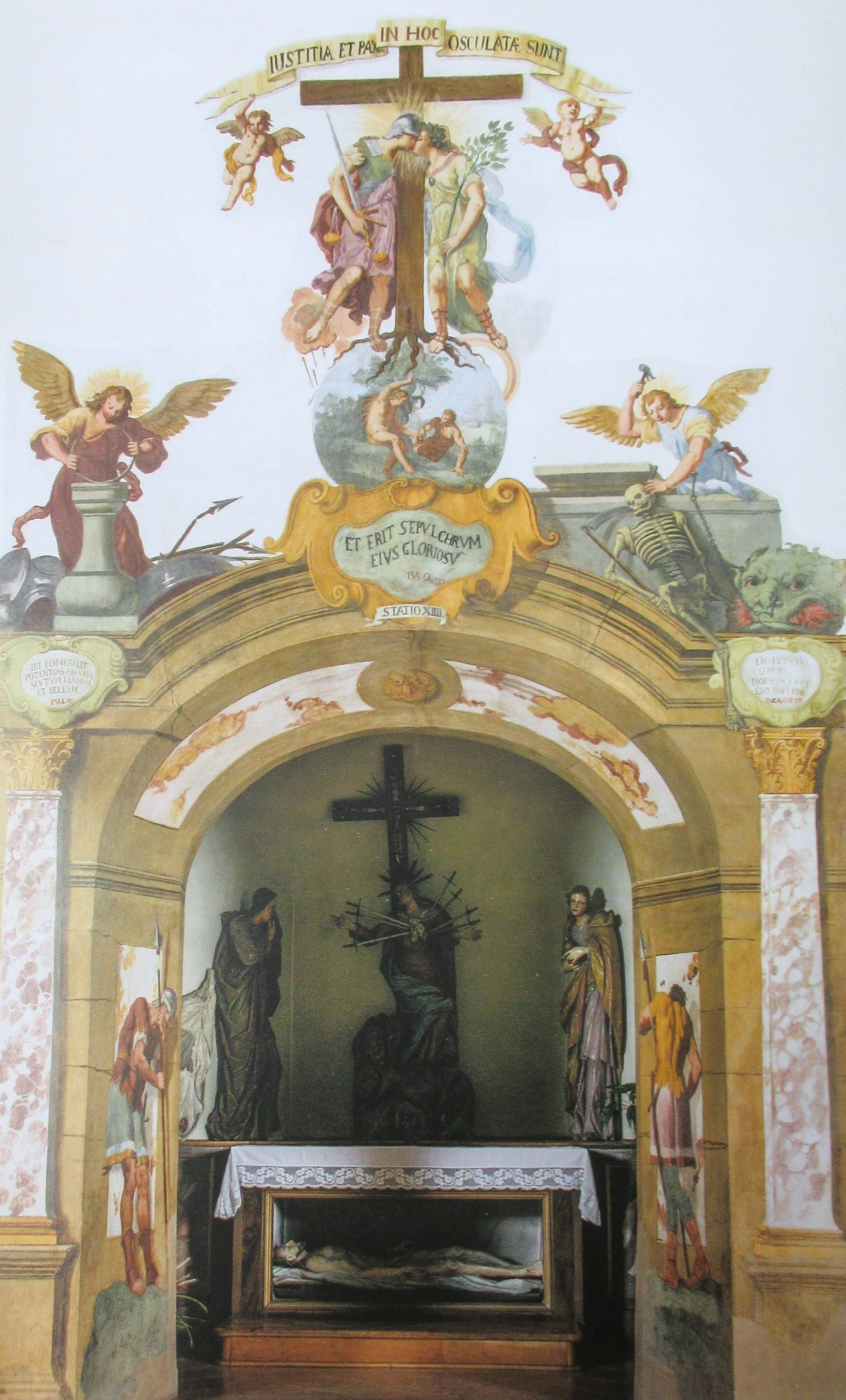
Cappella dell'Addolorata o del Santo Sepolcro

### Cappella dell'Addolorata
A destra della navata si apre la Cappella dell'Addolorata dei sette dolori chiamata anche Cappella del Santo Sepolcro.
Era questa l'ultima stazione della Via crucis che si svolgeva nel sagrato della chiesa come recita il cartiglio Stazio XIV. All'interno della cappella si conservano delle sculture lignee del secolo XVII: Cristo nel sepolcro, L'Addolorata ai piedi della croce trafitta da sette spade, la Maddalena e la Veronica, un tempo accompagnata dal velo con lo stemma della famiglia Giovanelli, committente del complesso. L'ampio portale ad arco a sesto ribassato ha un affresco del 1731 di Domenico Bonora che si presenta come una scultura con cornici e modanature, con riquadri di mattoni e con i pilastri con capitelli corinzi dipinti a finto marmo. Al centro dell'arco un cartiglio reca una profezia di Isaia che annuncia il trionfo di Cristo. Et erit sepulcrum eius gloriou[m] (il luogo della sua sepoltura sarà glorioso) [Is 11,10]. Al di sopra una raffigurazione del peccato originale entro un globo su cui si innalza una grande croce che affonda le radici nell'albero del giardino dell'Eden. Abbracciano la croce, dandosi un bacio, le figure allegoriche della Pace e della Giustizia mentre due angeli reggono un cartiglio con la scritta Iustitia et pax in hoc osculate sunt.  Sopra i capitelli due figure di angeli: quello a sinistra è intento a spezzare le armi di guerra e quello di destra distrugge lo scheletro della morte e stringe con le catene la testa di un mostro diabolico che vince la battaglia contro la morte secondo le parole del profeta Osea visibili in un medaglione sopra il capitello: Ero mors tua o mors; morsus tuus ero inferne [Os 13,1] (Sarò la tua morte; sarò il tuo morso o inferno). Nella strombatura sono dipinti due soldati romani aguardia della cappella e quindi del sepolcro di Cristo.